# Байрамдурдыев, Таган
Таган Байрамдурдыев (туркм. Tagan Baýramdurdiýew; 1 января 1909 – 22 мая 1977) — наводчик станкового пулемёта 54-го гвардейского кавалерийского полка (14-я гвардейская кавалерийская дивизия, 7-й гвардейский кавалерийский корпус, 1-й Белорусский фронт), Герой Советского Союза.

## Биография
Родился в 1909 году в ауле Геок-Тепе (ныне в Ахалском велаяте Туркменистана) в семье крестьянина.
Окончил начальную школу.
С 1932 по 1935 год служил в Красной Армии. После демобилизации вернулся домой, работал заведующим фермой в колхозе «Герельде».
В 1942 году был призван на фронт. Участвовал в боях от Сталинграда до Эльбы. К началу 1945 года был наводчиком станкового пулемёта 54-го гвардейского кавалерийского полка 14-й гвардейской кавалерийской дивизии. Особо отличился при форсировании реки Одер.
2 февраля 1945 года, переправившись через Одер, в течение двух часов прикрывал переправу эскадрона и полка, отразив 8 контратак противника. В бою за овладение станцией Альткессель (Стары-Киселин, Польша) огнём пулемёта уничтожил 6 автомашин.
Звание Героя Советского Союза присвоено 27 февраля 1945 года.
В 1945 году был демобилизован. После демобилизации работал в колхозе «Большевик» председателем правления, заведующим молочно-товарной фермой, агрономом. Избирался депутатом Верховного Совета Туркменской ССР и Верховного Совета СССР.
Умер 22 мая 1977 года. Похоронен в родном городе.